# Мікаель Тельвен
Мікаель Тельвен (швед. Michael Thelvén; 7 січня 1961, м. Стокгольм, Швеція) — шведський хокеїст, захисник. 
Вихованець хокейної школи ХК «Гаммарбю». Виступав за «Юргорден» (Стокгольм), «Бостон Брюїнс».
В чемпіонатах НХЛ — 207 матчів (20+80), у турнірах Кубка Стенлі — 34 матчі (4+10). В чемпіонатах Швеції — 162 матчі (24+42), у плей-оф — 20 матчів (2+5).
У складі національної збірної Швеції учасник зимових Олімпійських ігор 1984 (3 матчі, 1+3), учасник чемпіонату світу 1985 (10 матчів, 0+2), учасник Кубка Канади 1984 і 1987 (14 матчів, 0+7). У складі молодіжної збірної Швеції учасник чемпіонату світу 1981. У складі юніорської збірної Швеції учасник чемпіонату Європи 1979.
Досягнення
- Бронзовий призер зимових Олімпійських ігор (1984)
- Фіналіст Кубка Канади (1984)
- Чемпіон Швеції (1983), срібний призер (1979, 1985)
- Фіналіст Кубка Стенлі (1988)
- Переможець молодіжного чемпіонату світу (1981).